# Said Rokbi
Said Rokbi ou سعيد الركبي, né le 20 octobre 1969, est un footballeur international marocain des années 1990.

## Biographie
Natif de Settat, Said Rokbi commence sa carrière dans le club phare de la ville, la RSS. Il fait ses armes, depuis les poussins, dans les équipes de jeunes, avant d'être lancé chez les seniors, dont il sera plus tard un des leaders et en deviendra même capitaine.  Technique, on le surnomme le "petit brésilien".
En 1991, il étrenne pour la première fois le maillot de la sélection marocaine face à la Côte d'Ivoire, pour un match comptant pour les éliminatoires de la Coupe d'Afrique des nations, organisée l'année suivante au Sénégal. Il est encore aligné face aux Éléphants ivoiriens lors du retour ayant eu lieu le 28 juillet à Abidjan et fait partie des vingt-deux appelés pour la phase finale. Titulaire face au Cameroun puis remplaçant face au Zaïre, il marque face à ce dernier le seul but dans la compétition des Lions de l'Atlas, qui seront éliminés dès le premier tour. Said Rokbi est également présent, à Barcelone, lors des Jeux olympiques d'été de 1992, où le Maroc ne réussit là encore pas à dépasser les poules. Il ne retrouvera, par la suite, l'équipe du royaume chérifien qu'à cinq reprises en cinq ans.
Said Rokbi dispute la seconde partie de sa carrière dans le Golfe. Transféré d'abord à Al-Shabab, en Arabie saoudite, avec lequel il remporte la Supercoupe arabe en 1995 et où il termine deuxième meilleur buteur du championnat, il joue également à Al Wahda et raccroche aux Émirats.
Marié, il est père d'un enfant.

## Sélections en équipe nationale
1. 15/12/1988 Rabat : Maroc vs Gabon 5 - 2 Amical
2. 22/12/1988 Rabat : Maroc vs Guinée 1 - 0 Amical
3. 13/01/1991 Rabat : Maroc vs Côte d’Ivoire 3 - 1 Elim. CAN 1992
4. 27/03/1991 Rabat : Maroc vs Grèce 0 - 0 Amical
5. 28/07/1991 Abidjan : Côte d’Ivoire vs Maroc 2 - 0 Elim. CAN 1992
6. 04/12/1991 Casablanca : Maroc vs Mali 3 - 0 Amical………………………….1 But
7. 26/12/1991 Casablanca : Maroc vs Algérie 1 - 1 Amical
8. 12/01/1992 Dakar : Cameroun vs Maroc 0 - 1 CAN 1992
9. 14/01/1992 Dakar : Zaïre vs Maroc 1 - 1  CAN 1992……………………………1 But
10. 18/03/1992 Casablanca : Maroc vs USA 3 - 1 Amical………………………….1 But
11. 25/07/1993 Blantyre : Malawi vs Maroc 0 - 2 Elim. CAN 1994…………………1 But
12. 07/11/1994 Casablanca : Maroc vs Cameroun : 1 - 1 Amical
13. 01/03/1995 Casablanca : Maroc vs Sénégal : 2 - 0 Amical
14. 22/02/1997 Sénégal - Maroc Dakar 0 - 0 Elim. CAN 1998

## Buts en sélection
| Buts en sélection de Said Rokbi | Buts en sélection de Said Rokbi | Buts en sélection de Said Rokbi | Buts en sélection de Said Rokbi | Buts en sélection de Said Rokbi | Buts en sélection de Said Rokbi | Buts en sélection de Said Rokbi |
|                                 | Date                            | Lieu                            | Adversaire                      | Score                           | Résultat                        | Compétition                     |
| ------------------------------- | ------------------------------- | ------------------------------- | ------------------------------- | ------------------------------- | ------------------------------- | ------------------------------- |
| 1                               | 4 décembre 1991                 | Casablanca                      | Mali                            | 3 - 0 (1 but)                   | 3 - 0                           | Amical                          |
| 2                               | 14 janvier 1992                 | Dakar (Sénégal)                 | Zaïre                           | 1-1 (1 but à 89e)               | 1-1                             | CAN 1992 (1er tour)             |
| 3                               | 14 mars 1992                    | Casablanca                      | U.S.A                           | 3 - 1 (1 but)                   | 3 - 1                           | Amical                          |
| 4                               | 25 juillet 1993                 | Blantyre                        | Malawi                          | 2 - 0 (1 but)                   | 2 - 0                           | Elim. CAN 1994                  |